# Dahana i Ghuri (huyện)
Dahana-i-Ghori là một huyện thuộc tỉnh Baghlan, Afghanistan. Dân số thời điểm năm 1999 là 54,707 người.